# 佐藤正之
佐藤 正之（さとう まさゆき、1918年2月28日 - 1996年12月16日）は、日本の演劇・映画プロデューサー。妻は女優の菅井きん。北海道小樽市生まれ。

## 来歴・人物
明治学院大学卒業。1942年、満州映画協会脚本部に入社後、現地で応召。シベリア抑留後の1948年に帰国。
1948年俳優座に入団、主に舞台や映画の企画、製作に携わる。映画部長となり、仲代達矢を育てる。1968年俳優座映画放送設立とともに社長に就任。俳優座映画放送は1985年、俳優座から独立し「仕事」に社名を変更した。
1991年、日本映画テレビプロデューサー協会会長となる。
代表作に、佐分利信監督「広場の孤独」、森川時久監督「若者たち」、小林正樹監督「いのちぼうにふろう」、野村芳太郎監督「砂の器」、村野鐵太郎監督「月山」、五社英雄監督「鬼龍院花子の生涯」、「陽暉楼（企画）」、熊井啓監督「深い河」など。

## 受賞[1]
- 1974年 日本映画テレビプロデューサー協会賞
- 1991年 勲四等旭日小綬章[2]
- 1996年 藤本賞（特別賞,第15回）「深い河」
- 1997年 
  - 第20回日本アカデミー賞会長特別賞
  - 第51回毎日映画コンクール特別賞